# Amya, Hama
Amya (tiếng Ả Rập: العمية) là một ngôi làng Syria nằm ở phó huyện Al-Saan ở huyện Salamiyah, Hama. Theo Cục Thống kê Trung ương Syria (CBS), Amya có dân số 366 người trong cuộc điều tra dân số năm 2004.